# ウルトラマラソン
ウルトラマラソン（英: Ultramarathon）とは、陸上競技の長距離走のひとつで、42.195kmを超える道のりを走るマラソンのことである。50kmや100kmのように1日で終わるものから、数日間かけて行うものや、24時間走のように一定時間走った距離を競うレースもある。他にも長いものでは睡眠を挟みながら7日間かけて行われるレースや、周回路を約50日かけて約5,000km走るものまである。

## 概要
ウルトラマラソンには100kmなど一定の距離を走るもの（距離走）と、24時間走のように周回コースを一定時間走り続けその距離を競うもの（時間走）がある。数ある種目の中でも、100kmや24時間走は代表的な種目である。
統括機関は国際ウルトラランナーズ協会（IAU）で、IAU100km世界選手権やIAU24時間走世界選手権などの国際大会を主催している。また、50kmと100kmではワールドアスレティックス（世界陸連）が道路の世界記録を公認している。

## 世界記録
50kmと100kmは、特記ない場合は国際ウルトラランナーズ協会とワールドアスレティックスの公認記録を兼ねる。

### 男子
| 種目      | 記録           | 名前                                   | 所属           | 日付                 | 場所                         | 出典        |
| --------- | -------------- | -------------------------------------- | -------------- | -------------------- | ---------------------------- | ----------- |
| 50km      | 2時間38分43秒  | クレイトン・ジョーダン・アルバートソン | アメリカ合衆国 | 2022年10月8日        | サンフランシスコ、アメリカ   | [ 5 ] [ 6 ] |
| 50マイル  | 4時間48分21秒  | チャールズ・ローレンス                 | アメリカ合衆国 | 2023年11月11日       | Vienna、アメリカ             | [ 6 ]       |
| 100km     | 6時間05分35秒  | アレクサンダー・ソロキン               | リトアニア     | 2023年5月14日        | ヴィリニュス、リトアニア     | [ 6 ]       |
| 100マイル | 10時間51分39秒 | アレクサンダー・ソロキン               | リトアニア     | 2022年1月7日         | テルアビブ、イスラエル       | [ 6 ]       |
| 6時間     | 98.496km       | アレクサンダー・ソロキン               | リトアニア     | 2022年4月23日        | Bedford、イギリス            | [ 6 ]       |
| 12時間    | 177.410km      | アレクサンダー・ソロキン               | リトアニア     | 2022年1月7日         | テルアビブ、イスラエル       | [ 6 ]       |
| 24時間    | 319.614km      | アレクサンダー・ソロキン               | リトアニア     | 2022年9月17日 - 18日 | ヴェローナ、イタリア         | [ 6 ]       |
| 48時間    | 473.495km      | イアニス・クーロス                     | ギリシャ       | 1996年3月3日 - 5日   | Surgeres、フランス           | [ 6 ]       |
| 6日       | 1045.519km     | マチュー・ボンヌ                       | ベルギー       | 2024年9月5日 - 11日  | バラトンフュレド、ハンガリー | [ 6 ]       |

2020年までは以下の記録も公認していた。
| 種目       | 記録               | 名前               | 所属     | 日付                     | 場所                       | 出典  |
| ---------- | ------------------ | ------------------ | -------- | ------------------------ | -------------------------- | ----- |
| 1000km     | 5日16時間17分00秒  | イアニス・クーロス | ギリシャ | 1984年11月26日 - 12月2日 | コーラック、オーストラリア | [ 7 ] |
| 1000マイル | 10日10時間30分36秒 | イアニス・クーロス | ギリシャ | 1988年5月20日 - 30日     | ニューヨーク、アメリカ     | [ 7 ] |

### 女子
| 種目      | 記録           | 名前                         | 所属           | 日付                 | 場所                    | 出典         |
| --------- | -------------- | ---------------------------- | -------------- | -------------------- | ----------------------- | ------------ |
| 50km      | 2時間59分54秒  | デジレ・リンデン             | アメリカ合衆国 | 2021年4月13日        | Dorena、アメリカ        | [ 6 ]        |
| 50マイル  | 5時間31分57秒  | コートニー・オルセン         | アメリカ合衆国 | 2024年11月10日       | Vienna、アメリカ        | [ 6 ]        |
| 100km     | 6時間33分11秒  | 安部友恵                     | 日本           | 2000年6月25日        | 湧別 - 常呂、日本       | [ 6 ]        |
| 100マイル | 12時間42分40秒 | カミーユ・ヘロン             | アメリカ合衆国 | 2017年11月11日       | Vienna、アメリカ        | [ 6 ]        |
| 6時間     | 85.492km       | ネーレ・アドラー・ベーレンス | ドイツ         | 2017年3月11日        | ミュンスター、ドイツ    | [ 6 ]        |
| 12時間    | 153.600km      | サトゥ・リピアイネン         | フィンランド   | 2023年5月20日        | コッコラ、フィンランド  | [ 6 ]        |
| 24時間    | 270.363km      | 仲田光穂                     | 日本           | 2023年12月1日 - 2日  | 台北、台湾              | [ 8 ] [ 9 ]  |
| 48時間    | 435.336km      | カミーユ・ヘロン             | アメリカ合衆国 | 2023年3月24日 - 26日 | Hackett、オーストラリア | [ 6 ]        |
| 6日       | 901.768km      | カミーユ・ヘロン             | アメリカ合衆国 | 2024年3月6日 - 12日  | ラキンタ、アメリカ      | [ 6 ] [ 10 ] |

2020年までは以下の記録も公認していた。
| 種目       | 記録               | 名前                   | 所属             | 日付                    | 場所                   | 出典  |
| ---------- | ------------------ | ---------------------- | ---------------- | ----------------------- | ---------------------- | ----- |
| 1000km     | 7日16時間08分37秒  | スラサ・マイラー       | オーストリア     | 2002年9月29日 - 10月6日 | ニューヨーク、アメリカ | [ 7 ] |
| 1000マイル | 12日14時間38分40秒 | サンディ・バーウィック | ニュージーランド | 1991年10月16日 - 28日   | ニューヨーク、アメリカ | [ 7 ] |

## 日本記録

### 男子
| 種目   | 記録          | 名前     | 所属         | 日付          | 大会                     | 場所                   | 備考       |
| ------ | ------------- | -------- | ------------ | ------------- | ------------------------ | ---------------------- | ---------- |
| 50km   | 2時間51分27秒 | 風見尚   | 愛三工業     | 2019年9月1日  | 50km世界選手権           | ブラショヴ、ルーマニア | アジア記録 |
| 100km  | 6時間06分08秒 | 山口純平 | エルドレッソ | 2023年6月25日 | サロマ湖100km            | 湧別 - 北見、日本      | アジア記録 |
| 24時間 | 285.366km     | 原良和   |              | 2014年12月7日 | 東呉国際ウルトラマラソン | 台北、台湾             | アジア記録 |

### 女子
| 種目   | 記録          | 名前     | 所属     | 日付              | 大会                 | 場所                | 備考       |
| ------ | ------------- | -------- | -------- | ----------------- | -------------------- | ------------------- | ---------- |
| 50km   | 3時間18分34秒 | 吉田香織 | TEAM R×L | 2018年6月24日     | サロマ湖（50kmの部） | 佐呂間 - 北見、日本 | アジア記録 |
| 100km  | 6時間33分11秒 | 安部友恵 | 旭化成   | 2000年6月25日     | サロマ湖100km        | 湧別 - 常呂、日本   | 世界記録   |
| 24時間 | 270.363km     | 仲田光穂 |          | 2023年12月1日-2日 | 24時間走世界選手権   | 台北、台湾          | 世界記録   |

## 主な大会

### 世界選手権
| 大会名                | 距離・時間 | 備考    |
| --------------------- | ---------- | ------- |
| IAU100km世界選手権    | 100 km     | 2年ごと |
| IAU50km世界選手権     | 50 km      | 毎年    |
| IAU24時間走世界選手権 | 24時間     | 2年ごと |

### 日本国外

#### 現在開催されている大会
山岳や砂漠レース（ウルトラトレイル・デュ・モンブラン、サハラマラソンなど）はトレイルランニングにまとめて記載。
| 開催地         | 大会名                              | 距離（時間）     | 備考                                           |
| -------------- | ----------------------------------- | ---------------- | ---------------------------------------------- |
| ギリシャ       | スパルタスロン                      | 246 km（36時間） |                                                |
| イギリス       | グランドユニオン運河145マイルレース | 233 km（45時間） |                                                |
| アメリカ合衆国 | 自己超越3100マイルレース            | 4,989 km（52日） | 世界最長のレースとされる。周回路を5649周する。 |

#### 終了した大会
| 開催地         | 大会名                            | 距離       | 備考                     |
| -------------- | --------------------------------- | ---------- | ------------------------ |
| イギリス       | ロンドン・ブライトンマラソン      |            |                          |
| オーストラリア | シドニー・メルボルンマラソン      | 875 km     | 1983年から1991年まで開催 |
| オーストラリア | Cliff Young Australian 6-day race | 約1,000 km | 1983年から2005年まで開催 |

### 日本国内

#### 現在開催されている大会
山岳マラソン大会はトレイルランニングにまとめて記載。
太字は日本陸上競技連盟または日本ウルトラランナーズ協会（JUA）公認。
| 開催月 | 開催地   | 大会名                                          | 距離（時間）                                                                  | 登り累積標高差 | 備考                    |
| ------ | -------- | ----------------------------------------------- | ----------------------------------------------------------------------------- | -------------- | ----------------------- |
| 1月    | 沖縄県   | 宮古島100kmワイドーマラソン                     | 50 km（7時間） / 100 km（13時間）                                             |                |                         |
| 1月    | 鹿児島県 | 屋久島一周ウルトラecoマラニック                 | 100 km（16時間） / 25km（5時間30分）                                          | 約1,471m       |                         |
| 3月    | 大阪府   | OSAKAウルトラマラソン                           | 50 km（12時間）/ 60 km（12時間30分） / 71 km（13時間） / 100 km（13時間30分） |                |                         |
| 4月    | 和歌山県 | 奥熊野いだ天ウルトラマラソン                    | 100 km（14時間30分）                                                          | 約1,721m       |                         |
| 4月    | 山梨県   | チャレンジ富士五湖                              | 71 km（11時間） / 100 km（14時間） / 118 km（15時間）                         |                |                         |
| 4月    | 大阪府   | 水都大阪100kmウルトラマラニック                 | 70 km（11時間） / 100 km（14時間）                                            |                |                         |
| 5月    | 兵庫県   | 赤穂ウルトラマラソン大会                        | 10 km / 30 km / 50 km / 100 km（5時から日没まで）                             |                |                         |
| 5月    | 長野県   | 星の郷八ヶ岳野辺山高原100kmウルトラマラソン     | 42 km（6時間30分） / 67 km（10時間15分） / 100 km（14時間）                   |                |                         |
| 5月    | 島根県   | えびす・だいこく100キロマラソン                 | 100 km（14時間）                                                              |                | チームの部あり          |
| 5月    | 福井県   | 東尋坊愛のマラニック                            | 52 km（8時間） / 103 km（15時間）                                             |                |                         |
| 5月    | 神奈川県 | 横須賀・三浦みちくさウルトラマラソン            | 60 km（10時間） / 100 km（14時間）                                            |                |                         |
| 5月    | 青森県   | 弘前ウルトラマラソン                            | 100 km（13時間） / 24時間 / 48時間 / 6日                                      |                | 日本陸連・JUA公認       |
| 6月    | 岐阜県   | 飛騨高山ウルトラマラソン                        | 72 km（11時間） / 100 km（14時間）                                            | 約2,707m       |                         |
| 6月    | 岩手県   | いわて銀河ウルトラマラソン                      | 50 km（8時間） / 70 km（11時間） / 100 km（14時間）                           |                |                         |
| 6月    | 島根県   | 隠岐の島ウルトラマラソン                        | 50 km（8時間） / 100 km（14時間30分）                                         | 約1,687m       |                         |
| 6月    | 和歌山県 | 高野山・龍神温泉ウルトラマラソン                | 50 km（7時間） / 100 km（13時間30分）                                         |                |                         |
| 6月    | 北海道   | サロマ湖100キロウルトラマラソン                 | 50 km（8時間） / 100 km（13時間）                                             |                | 日本陸連公認            |
| 7月    | 山口県   | やまぐち萩往還マラニック                        | 65 km（15時間） / 100 km（16時間）                                            |                |                         |
| 9月    | 京都府   | 丹後100kmウルトラマラソン                       | 60 km（9時間30分） / 100 km（14時間）                                         |                | -                       |
| 9月    | 岡山県   | 児島半島港めぐり100キロマラソン                 | 102 km / 111 km（18時間）                                                     |                |                         |
| 9月    | 兵庫県   | 村岡ダブルフルウルトラランニング                | 43 km（12時間） / 64 km（14時間） / 88 km（14時間） / 100 km（14時間）        | 約2,550m       | 2017年は120K開催        |
| 9月    | 秋田県   | 秋田内陸リゾートカップ100キロチャレンジマラソン | 50 km（7時間） / 100 km（13時間）                                             |                |                         |
| 9月    | 山口県   | Mine秋吉台ジオパークウルトラマラソン            | 100km (14時間)                                                                | 約1,200m       | 一部トレイル区間有      |
| 10月   | 新潟県   | えちご・くびき野100kmマラソン                   | 50 km（7時間30分） / 100 km（13時間30分）                                     |                | 2年ごと（偶数年）に開催 |
| 10月   | 高知県   | 四万十川ウルトラマラソン                        | 60 km（9時間30分） / 100 km（14時間）                                         |                | 日本陸連公認            |
| 10月   | 長崎県   | 壱岐ウルトラマラソン                            | 50 km（7時間） / 100 km（14時間）                                             |                |                         |
| 11月   | 東京都   | 神宮外苑24時間チャレンジ                        | 50 km（6時間） / 12時間 / 24時間                                              |                | IAU公認                 |
| 12月   | 沖縄県   | 沖縄100Kウルトラマラソン                        | 22.5km / 50km（8時間）/ 100km（14時間）                                       |                |                         |

#### 終了または休止した大会
| 開催月 | 開催地        | 大会名                                      | 距離（時間）                                                              | 開催数 | 最終年 |
| ------ | ------------- | ------------------------------------------- | ------------------------------------------------------------------------- | ------ | ------ |
| 2月    | 香川県        | 小豆島・寒霞渓100Kmウルトラ遠足             | 100 km（16時間）                                                          | 2      | 2013年 |
| 3月    | 沖縄県        | NAGOURAマラソン大会                         | 42.195 km（7時間） / 75 km（11時間30分） / 100 km（15時間）               | 3      | 2017年 |
| 4月    | 島根県        | 奥出雲ウルトラおろち遠足                    | 60 km（10時間） / 100 km（16時間）                                        | 7      | 2025年 |
| 5月    | 東京都        | 柴又100K                                    | 60 km（9時間） / 100 km（14時間）                                         | 10     | 2023年 |
| 5月    | 山口県        | 山口100萩往還マラニック                     | 70 km（12時間） / 140 km（24時間） / 250 km（48時間）                     | 30     | 2018年 |
| 6月    | 鳥取県        | 天体界道にちなんおろち100kmマラソン全国大会 | 100 km（14時間30分）                                                      | 10     | 2010年 |
| 6月    | 福島県        | 郡山布引高原風の谷ウルトラマラソン          | 24.4 km（5時間） / 42.195 km（9時間）/ 68 km（12時間） / 100 km（14時間） | 5      | 2013年 |
| 6月    | 熊本県        | 阿蘇カルデラスーパーマラソン                | 100 km（13時間30分）                                                      | 25     | 2015年 |
| 6月    | 広島県/愛媛県 | しまなみ海道100kmウルトラ遠足               | 100 km（16時間）                                                          | 14     | 2014年 |
| 7月    | 北海道        | 北オホーツク100kmマラソン                   | 50 km（9時間） / 100 km（14時間）                                         | 9      | 2019年 |
| 9月    | 岐阜県/石川県 | 白山白川郷100kmウルトラマラソン             | 50 km（10時間） / 100 km（16時間）                                        | 7      | 2019年 |
| 9月    | 広島県        | 安芸太田しわいマラソン                      | 88 km (13時間) / 100 km（13時間）                                         | 10     | 2019年 |
| 10月   | 福島県        | 伊南川100kmウルトラ遠足                     | 100 km（16時間）                                                          | 10     | 2019年 |
| 10月   | 石川県        | 能登半島すずウルトラマラソン                | 60 km（9時間） / 100 km（14時間）                                         | 8      | 2019年 |
| 11月   | 静岡県        | 南伊豆町みちくさウルトラマラソン            | 70 km（12時間） / 100 km（14時間）                                        | 10     | 2023年 |